# Newell Brands
Newell Brands es una multinacional estadounidense especializada en marcas para el equipamiento de oficinas y elementos de la escritura. Con sede en Atlanta, Georgia, posee más de 100 marcas de prestigio internacional, como Rotring, Paper Mate o Parker.

## Historia
En octubre de 2015, Newell Rubbermaid adquirió por $600 millones varios productos de Elmer, compañía especializada en adhesivos y conocida por marcas como X-Acto y Krazy Wew.
En diciembre de 2015, Newell Rubbermaid adquiere Jarden por $15.000 millones. La nueva entidad pasaría a controlar el 55% de las acciones de Newell Rubbermaid. La compañía toma el nombre de Newell Brands tras esta operación.
En octubre de 2016, Stanley Black & Decker anuncia la adquisición de las marcas de herramientas de Newell Brands por $1.950 millones.
En mayo de 2018, Newell Brands anunció la venta de su unidad de envasado de plásticos al Grupo Waddington por $2.300 millones, y agregó más marcas a un plan de desinversión destinado a racionalizar sus operaciones y reducir costos. En junio de 2018, Newell Brands anuncia la venta de Rawlings Sporting Goods por $395 millones.

## Marcas
En particular, las siguientes marcas:
| - Acrimo, - AirBake, - Albadecor, - Amerock, - BernzOmatic, - Berol, - Hielo Azul, - Bulldog, - Burnes, - Calphalon, - Campingaz, - Carex, - Siglo, - Coleman, - Cosmolab, - Del Mar, - Dymo, - Eberhard Faber, - Eldon, - Ezpaintr, | - Primera Alerta - Gardina, - Graco, - Goody, - Hanson Cortinas, - Holson, - Intercraft, - Irwin, - Kirsh, - Levolor, - Liquid Paper, - LouverDrape, - Mapa - Marmot - Espejos encastrados, - Nenplas, - Panodia, - Paper mate, - Parker, - Quick-Grip, | - Regal, - Reynolds, - Roger, - Rolodex, - Rotring, - Roughneck, - Real Diamante, - Rubbermaid, - Sanford, - Sharpie, - Spontex - Impulsar, - StainShield, - Swish, - El Sistema Funciona, - TakeAlong, - Vise-Grip, - Waterman |

## Organización de los sectores de actividades
Las siguientes tablas contienen los 6 sectores de actividades de Newell Rubbermaid con sus marcas.

### Appe
- Breville
- Calphalon
- Crock-Pot
- GrillMaster
- Health o Meter
- Oster
- Margaritaville
- Mr. Coffee
- Seal-a-Meal
- Sunbeam Products
- The Rival Company
- VillaWare
- White Mountain Products

### Bebé
- Aprica Kassai - Japanese baby stroller brand
- Baby Jogger - American baby stroller brand
- Fiona
- Graco
- Lillo - Brazil baby accessories
- Nuk - baby bottles
- Tigex - European baby accessories

### Consumo
- Calypso
- Crawford
- Lehigh
- MAPA
- Mucambo Professional
- Quickie
- Rubbermaid Commercial Products
- Spontex
- Virulana
- Vitomit
- YOU

### Alimentación
- Ball & Kerr.[9]
- Bernardin.[9]
- Diamond Match Company
- Food Saver
- Rubbermaid
- Sistema Plastics
- Tableluxe - tableware

### Pure Fishing Brands
- Shakespeare
- Berkley
- ABU Garcia
- Penn
- Ugly Stik
- All Star Rods
- Chub
- Fenwick
- Greys
- Hardy
- Hodgman
- Johnson
- JRC
- Mitchell
- Pflueger
- Sebile
- SpiderWire
- Stren

### Perfumes
- Chesapeake Bay Candle
- Millefiori Milano
- Wood Wick
- Yankee Candle

### Casa
- Goody
- Bicycle Playing Cards
- Aviator
- Bee
- Bernardin
- Billy Boy
- Naipes Heraclio Fournier
- Hoyle
- KEM
- Tally-Ho

### Jostens
- Jostens
- Neff

### Deportes
- Aerobed
- Bubba
- Campingaz
- Coleman Company
- Contigo
- Esky
- Exofficio
- Invicta (company)
- Mad Dog
- Marmot (company)
- Sevylor
- Stearns

### Soluciones
- Rexair
- Jarden Process Solutions
- Lifoam

### Seguridad
- First Alert
- Luma Home
- BRK Electronics

### Deportes de equipo
- Rawlings
- Miken
- Worth

### Waddington
- The Waddington Group
- WNA
- Polar Pak
- Eco
- Waddington Europe

### Escritura y oficina
- Berol
- Dymo
- Elmer's
- Liquid paper
- Mr. Sketch
- PaperMate
- Parker Pen Company
- Prismacolor
- Reynolds International Pen Company
- Rotring
- Expo
- Sharpie
- Uni-ball
- Waterman pens
- Xacto

### Otras marcas
- K2 Sports
- Völkl
- Marker
- Ashland Hardware
- Amerock
- Bulldog Hardware
- Little Tikes
- Shurline